# Jorge Grimberg
Jorge Grimberg Donoso; (Rancagua, 1882 - 21 de junio de 1949). Obrero y político radical chileno. Hijo de Manuel Grimberg y Carmen Donoso. Nació en el sector San Joaquín de los Mayos, en lo que en 1891 se convertiría en comuna de Machalí. Vivió en el sector y estudiaba en el Liceo de Hombres de Rancagua.
Se dedicó a obras mineras, llegando a ser dirigente sindical de los Trabajadores del Cobre, donde comenzó a ligarse a líderes radicales y terminó ingresando al Partido Radical. Fue elegido Regidor de la Municipalidad de Rancagua (1938-1941) y Alcalde (1944-1947).